# Callobius panther
Callobius panther là một loài nhện trong họ Amaurobiidae.
Loài này thuộc chi Callobius. Callobius panther được miêu tả năm 1972 bởi Leech.